# Kóda Nobu
Kóda Nobu, 幸田延, (Tokió, 1870. április 19. – Tokió, 1946. június 14.) japán zeneszerző, hegedű- és zongoraművész, zenepedagógus. Úttörő munkát végzett Japánban a nyugati zene megismertetésében és oktatásában. Húga Kóda (férjezett nevén Andó) Kó (1878–1963) hegedűművész. Legidősebb bátyja Kóda Rohan (1867–1947) író, másik testvére a felfedező Gundzsi Sigetada (1860–1924), a legfiatalabb pedig Kóda Sigetomo történész (1873–1954).

## Élete, munkássága
Kóda Tokióban született régi szamuráj családba, akik korábban a sógunokat szolgálták, de a Meidzsi-restauráció idején elszegényedtek. A család ennek ellenére arra törekedett, hogy gyermekeik számára a legjobb oktatást biztosítsák, és erre a lehetőséget az újonnan alapított állami iskolákban találták meg. A törekvésük egybeesett a kormány intézkedéseivel, amely az 1870-es évektől célul tűzte ki a nyugati zene bevezetését és népszerűsítését Japánban. Uenóban létrehozták a Tokiói Zeneiskolát vagy Zenekutató Központot (ebből lett később a Tokiói Művészeti Egyetem Zeneművészeti Kara), és külföldi tanárokat hívtak meg, többek között Franz Eckertet, hogy zeneelméletet és zenekari zenét tanítson. Kóda Nobu (majd később a húga, Kó is) így került a zeneiskolába, ahol 1885-ben végzett hegedű szakon, az első végzős osztály tagjaként. A japán Oktatási Minisztériumtól kapott támogatás segítségével 1889 májusában az Egyesült Államokba utazott, hogy továbbképezze magát. Ő volt az első japán, aki kormánytámogatással külföldön tanulhatott hegedűt. Bostonban, a New England Music Schoolban Emil Mahr, Joachim József tanítványa mellett hegedűt tanult, zongorát pedig Carl Faeltonnál. A Zenekutató Központ megbízása előírta, hogy Amerika után Németországban kell folytatni tanulmányait, ezért 1890 nyarán – Amerikában mindössze egy évet töltve – hajóval Európába utazott. A hajó Brémába futott be, itt megnézte Gounod Faust című operájának előadását. Ezután ismeretlen okból nem Németországba ment, hanem Bécsbe. Először gyorsan megtanult németül, és 1891-ben felvételt nyert a Gesellschaft der Musikfreunde konzervatóriumába, ahol ifjabb Josef Hellmesbergernél tanult hegedűt, emellett Robert Fuchs zeneszerzésre és harmóniára, Frederike Singer és Anton Door pedig zongorára tanította.
1895-ben tért vissza Japánba, és 1896. április 18-án egy hangversenyen mutatkozott be, ahol Mendelssohn Hegedűversenye, Haydn egyik vonósnégyesének első tétele, Schubert- és Brahms-dalok, egy Bach-fúga átdolgozása és egy saját szonátarészlete szerepelt a műsoron. Minden műsorszámban ő játszott hegedűn, a dalokat is ő énekelte, és  volt még egy Mozart klarinétszóló is, amit ő kísért zongorán. Ezeknek a daraboknak egy részét akkor adták elő először Japánban. Kóda Nobu volt az első japán nő, aki valaha hegedűszonátát szerzett. Az első szonáta két első tételét még Bécsben komponálta, a harmadikat és a második szonáta egyetlen tételét a Japánba való visszatérése után írta meg. Még ugyanebben az évben, június 15-én súlyos cunami sújtotta Honsú északkeleti részén fekvő Szanriku térségét, 22 066 ember vesztette életét és 8891 ház dőlt romba. A zeneiskola jótékonysági koncertet szervezett, amelyen nyugati és japán zene egyaránt szerepelt. A hangversenyen mindkét Kóda nővér fellépett: Nobu két hegedűszólóval szerepelt, Kó egy dal kísérőjeként vett részt (Kó akkor még nem végzett az iskolában). A nővérek gyakran játszottak kamarazenét a külföldi tanárokkal kiegészülve, és ezeken Nobu néha brácsán működött közre.
Kóda Nobu a következő években a tokiói konzervatórium professzoraként hegedűt, zongorát, zeneszerzést és éneket tanított. Egyik leghíresebb tanítványa volt Miura Tamaki, aki Giacomo Puccini Pillangókisasszony című operájának címszerepéről vált nemzetközileg ismertté, de a saját húga, Kó is a tanítványai közé tartozott. Az 1900 körüli évekre karrierje, elismertsége elérte csúcspontját, fizetése az Akadémián addig nőtt, míg Japánban az egyik legjobban kereső nővé nem vált. Ez valószínűleg szemet szúrt néhány embernek, és a sajtóban kezdték támadni. Megkérdőjelezték tudását, elhivatottságát, ráadásul azzal is meggyanúsították, hogy viszonya van az iskola egyik tanárával, a német August Junker professzorral. A célzások szinte biztosan hamisak voltak, de 1909 szeptemberében Nobu eltávozott az akadémiáról. Hogy szabad akaratából mondott-e le, vagy kényszerítették-e, nem lehet tudni. Ezután Európába utazott, Berlinben ének- és zongoraórákat adott, énekelt a Filharmónia kórusában, és eljárt Joachim József utódjának, Karl Markees hegedűóráira. 1910-ben rövid időt töltött Párizsban, hangversenyekre járt és zenei órákat látogatott különböző intézményekben, majd júliusban Londonon és Southamptonon keresztül visszautazott Japánba. Utazásáról naplót vezetett – német nyelven. Otthon magántanár lett, zongorastúdiót nyitott, ahol főleg a felsőbb osztályok leányait tanította (a zongora rendkívül drága volt akkor Japánban, és csak a legtehetősebbek engedhették meg a beszerzését).
A meghurcoltatás után végül hivatalos kitüntetésben részesült: 1937-ben ő lett az első nő és az első nyugati zenét képviselő zenész, aki a Birodalmi Művészeti Akadémia tagja lett.
Kôda kevés hangszeres darabot komponált, de a szerzeményeiben jó dallamokat és harmonikus struktúrákat tudott létrehozni, és a modulációt olyan készséggel kezelte, amely csak Jamada Kószakunál fordult elő (általában Jamadát tartják az első japán zeneszerzőnek). A játékáról nem maradt felvétel, elsősorban mint kiváló tanár maradt meg az emlékezetben, de ismertsége meg sem közelíti azt, amit megérdemelne. Szerepe ugyanis egyértelműen meghatározó a japán zene alakulásában, a klasszikus zene arculatának kialakításában, és abban, hogy a nyugati zene kezdeti éveiben a zenekari hegedűjátékban a nők domináns szerepet tudtak játszani.

## Fordítás
Ez a szócikk részben vagy egészben  a   Koda Nobu című német Wikipédia-szócikk ezen változatának fordításán alapul.  Az eredeti cikk szerkesztőit annak laptörténete sorolja fel. Ez a jelzés csupán a megfogalmazás eredetét és a szerzői jogokat jelzi, nem szolgál a cikkben szereplő információk forrásmegjelöléseként.